# GS1
GS1 hay Hiệp hội mã số châu Âu là tổ chức trung lập được thành lập năm 1977 theo luật pháp nước Bỉ với tư cách là một tổ chức phi lợi nhuận quốc tế. Tổ chức này điều hành Ban thư ký có trụ sở tại Bỉ cộng tác một cách chặt chẽ với các tổ chức mã số địa phương và có một số công việc thì do một số Uỷ ban mã số thực hiện.
Nhiệm vụ của GS1 được đặt ra để thiết kế và thực hiện các giải pháp và tiêu chuẩn toàn cầu để cải thiện tính hiệu quả và tính minh bạch của chuỗi cung ứng và chuỗi nhu cầu trên phạm vi toàn cầu và các lĩnh vực liên quan. Hiện tại GS1 có đại diện ở trên 108 quốc gia trên thế giới và hoạt động trong hơn 20 ngành công nghiệp.